# Maestro della Madonna Strauss
Il Maestro della Madonna Straus (fl. XIV-XV secolo) è stato un pittore anonimo italiano attivo in area fiorentina tra la fine del XIV e l'inizio del XV secolo.
Il suo catalogo fu ricostruito da Roberto Longhi nel 1928. Da un punto di vista stilistico restò ancorato alla tradizione gotica locale, venendo influenzato da Agnolo Gaddi, Antonio Veneziano, Spinello Aretino e, in un secondo momento, da Gherardo Starnina della fase dopo il viaggio in Spagna.

## Opere principali
- Annunciazione, Firenze, Galleria dell'Accademia
- Annunciazione, Firenze, chiesa di Santa Maria a Quinto
- San Francesco e Santa Caterina, Firenze, Galleria dell'Accademia
- Incoronazione della Vergine tra i santi Michele Arcangelo e Maria Maddalena, Firenze, Museo dello Spedale degli Innocenti
- Madonna col Bambino tra due angeli, Sagginale, chiesa della Sacra Famiglia
- Pietà con i simboli della Passione, Firenze, Galleria dell'Accademia
- Pietà con i simboli della Passione e i Santi Gregorio e Longino , Pratovecchio, chiesa di San Romolo a Valiana
- Madonna e santi, Greve in Chianti, chiesa di San Donato
- Crocifissione e Deposizione nel sepolcro, San Gimignano, chiesa di San Jacopo al Tempio